# Władimir Gordiejew
Władimir Dmitrijewicz Gordiejew, ros. Владимир Дмитриевич Гордеев (ur. 30 listopada 1950 w Mary) – rosyjski żużlowiec, brat Walerija Gordiejewa – również żużlowca.
Cztery razy awansował do finałów IMŚ. W roku 1971 ówczesny dwudziestolatek zajął  dość bardzo wysokie piąte miejsce, ale po zawodach został zdyskwalifikowany i przesunięty na ostatnie miejsce za dodawanie do paliwa niedozwolonych substancji. Trzy lata później ponownie brał udział na tym samym stadionie Ullevi i zajął ostatnie miejsce. W następnym roku w Londynie na słynnym stadionie Wembley i był rezerwowym. Ostatni raz wystąpił w finale w roku 1976 w Chorzowie, znowu był ostatni i nie zdobył ani punktu.
Przez swoich trenerów radzieckich został powołany cztery razy na finały DMŚ. W roku 1971 zdobył z kolegami wicemistrzostwo świata w Göteborgu. W Londynie w roku 1973 z kolegami zdobył brązowy medal. Dwa lata później w niemieckim Nordenie Władimir i jego koledzy ponownie zdobyli wicemistrzostwo. Rok później reprezentacja radziecka zajęła ostatnie miejsce.
Dwukrotny finalista MŚP w latach 1973–1974. W jego pierwszym finale startował w parze z Anatolijem Kuźminem zajął czwarte miejsce w szwedzkim Boråsie, w następnym sezonie ponownie wystąpił w nim w Manchesterze z Grigorijem Chłynowskim był szósty w tabeli.

## Osiągnięcia
Indywidualne Mistrzostwa Świata
- 1971 –  Göteborg – zdyskwalifikowany → wyniki
- 1974 –  Göteborg – 16. miejsce – 0 pkt → wyniki
- 1975 –  Londyn – jako rezerwowy - nie startował → wyniki
- 1976 –  Chorzów – 16. miejsce – 0 pkt → wyniki

Drużynowe Mistrzostwa Świata
- 1971 –  Göteborg – 2. miejsce – 4 pkt → wyniki
- 1973 –  Londyn – 3. miejsce – 7 pkt → wyniki
- 1975 –  Norden – 2. miejsce – 5 pkt → wyniki
- 1976 –  Londyn – 4. miejsce – 2 pkt → wyniki

Mistrzostwa Świata Par
- 1973 –  Borås – 4. miejsce – 10 pkt → wyniki
- 1974 –  Manchester – 6. miejsce – 4 pkt → wyniki